# أبو حنيفة النعمان (مسلسل)
أبو حنيفة النعمان هو مسلسل مصري تاريخي ديني، يتناول سيرة الإمام أبو حنيفة النعمان منذ مولده إلى وفاته، وكيف كان يدرس العلم، والدور الكبير الذي قام به في تأسيس واحد من المذاهب الفقهية الأربعة الكبرى التي صارت من أهم ما يستند إليه الفقه الإسلامي بجوار المذهب الحنبلي والشافعي والمالكي.

## بطولة
| - محمود ياسين: (أبو حنيفة النعمان) أسرة الإمام - فردوس عبد الحميد - سميرة عبد العزيز - خالد محمود - ميار الببلاوي - عادل صقر - راندا إبراهيم - باسم الكيلاني: (طفل) العباسيين - أحمد ماهر: (أبو جعفر المنصور) - غسان مطر: (أبو العباس عبد الله السفاح) - عادل أمين: (الوزير) - رحاب الغراوي: (أروى) - علي الزفتاوي - محمود عبد الغفار - جمال زغلول - أحمد الحريري - نجلاء فريد - أنسي المصري - فوزية عزت الأمويين - فايزة كمال - مدحت مرسي (مروان بن محمد) | - فؤاد أحمد - سامي طموم (هشام بن عبد الملك) - محمود العراقي - إبراهيم الدالي - أمين هاشم - عبد الحميد أنيس (يزيد بن عمر بن هبيرة) - انتصار - بهجت عدلي بالإشتراك مع - عادل عطية - محمد جبريل - محمد عبد الحليم - محمد سعيد - محمود أبو جليلة - معتز السويفي - عباس منصور - فاروق نجيب - ياسر صادق: (الوليد بن يزيد) - محيي الدين عبد المحسن: (خالد القسري) - أحمد خليل: (يوسف الثقفي) أهل البيت - رشوان توفيق: (الإمام زيد) - محمود عزمي: (عبد الله الحسن) - عفاف رشاد :(رقية) - سيد جبر | - أشرف صالح - بدر الدين حسنين - حمادة عبد الحليم - عادل برهام أنصار أل البيت - منال سلامة - رباب - أحمد فؤاد سليم - سامح السيد: (أبو سلمة الخلال) - إبراهيم يسري (أبو مسلم الخراساني) العلماء ورجال الدين - أنور عبد العزيز: (الإمام مالك بن أنس) - المرسي أبو العباس: (ابن شبرهه) - عثمان محمد علي: (بن ابي ليلى) - مرسي الحطاب: (الإمام حماد بن أبي سليمان) - محمد عبد الرازق: (الإمام الشعبي) - أحمد صادق - إبراهيم الأبيض - الشربيني يونس - إبراهيم علي حسن - علي إبراهيم - حسن عثمان - أيمن عبد الرحمن: (أبو يوسف) - محيي عبد الحي: (ثعلبة) - حلمي فودة |